# Cachito (canción)
«Cachito» es el último  sencillo  de Maná en su  el segundo álbum en directo, Maná MTV Unplugged (1999). En la semana del 12 de febrero de 2000, la canción debutó y alcanzar en su punto más alto en el número 24 en los US Billboard Hot Latin Tracks. Se mantuvo  por un total de 4 semanas.

## Posiciones en las listas (2003)
| Listas (2003)                              | Posición |
| ------------------------------------------ | -------- |
| Estados Unidos Billboard Hot Latin Tracks  | 24       |
| Estados Unidos Billboard Latin Pop Airplay | 9        |